# گئورگ آشوقیان
گئورگ آلکساندری آشوقیان (ارمنی: Գևորգ Ալեքսանդրի Աշուղյան؛  ۵ ژانویهٔ ۱۹۱۱ – ۲۱ مارس ۲۰۰۶) یک بازیگر اهل ارمنستان بود.  وی بین سال‌های تا میلادی فعالیت می‌کرد.

## زندگی‌نامه
وی در ۵ ژانویهٔ ۱۹۱۱ در تفلیس به دنیا آمد . وی همچنین برندهٔ جوایزی همچون جایزه دولتی اتحاد شوروی (۱۹۵۲)، هنرمند مردمی ارمنستان شوروی، جایزه استالین شده است. وی در ۲۱ مارس ۲۰۰۶ در سن ۹۵ سالگی در ایروان درگذشت و در آرامستان مرکزی ایروان (توخماخ) به خاک سپرده شد.

## گزیده فیلمشناسی
از فیلم‌ها یا برنامه‌های تلویزیونی که وی در آن نقش داشته است می‌توان به سیل کوهستانی (۱۹۳۹) و راز دریاچه کوهستان اشاره کرد.

## نگارخانه

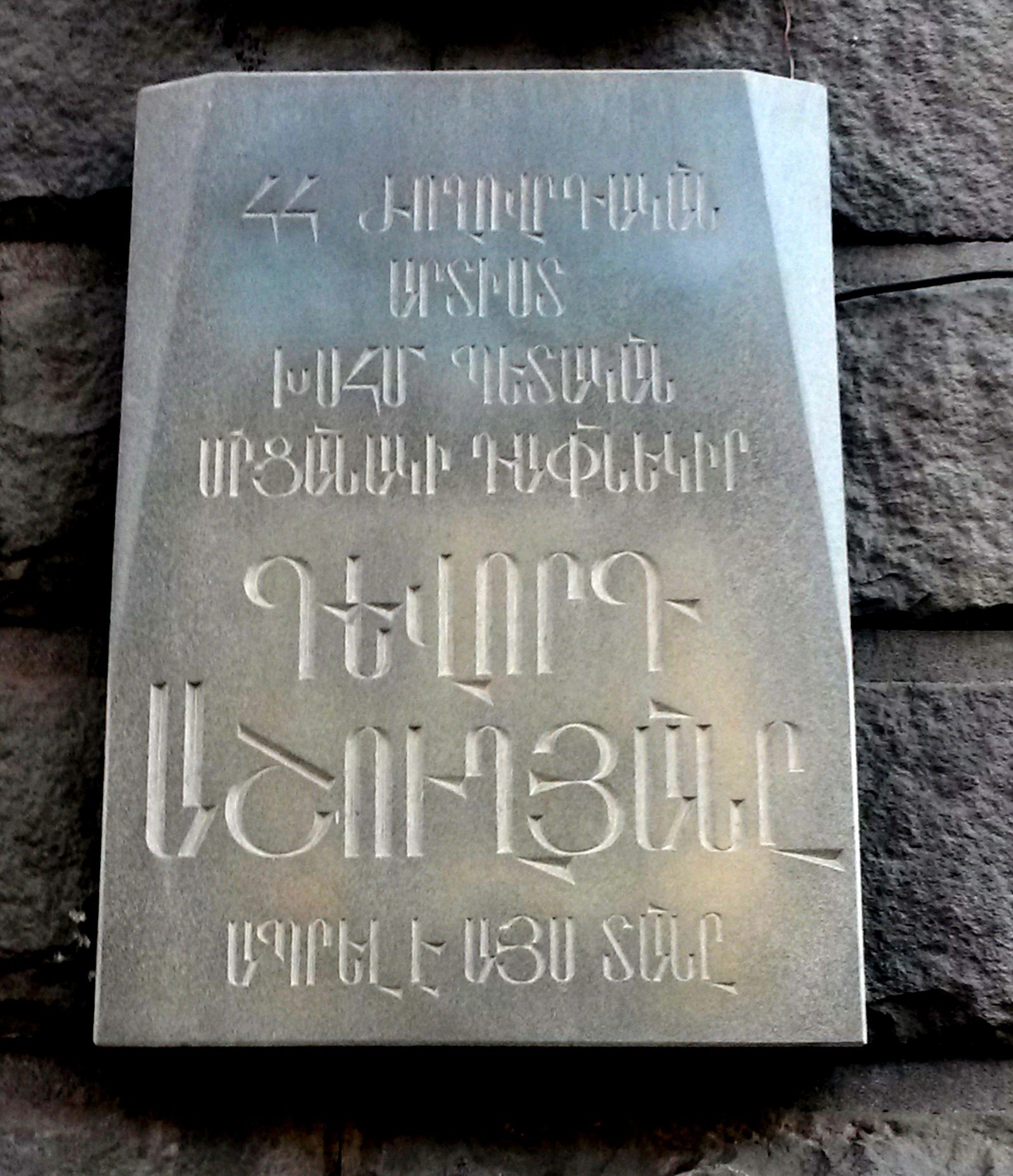